# 小行星4421
小行星4421（英語：4421 Kayor）是一颗围绕太阳公转的小行星。1942年1月14日，卡尔·威廉·雷睦斯在海德堡发现了此天体。
这颗小行星的绝对星等为1.73216等。